# ساموئل مکلی
ساموئل مکلی (به انگلیسی: Samuel Maclay) سناتور سابق عضو حزب دموکرات-جمهوری‌خواه بود. وی در سال ۱۸۰۳ تا ۱۸۰۹ میلادی سناتور ایالت پنسیلوانیا در سنای ایالات متحده آمریکا بود.